# Estació de Dommartin-Remiencourt
L'estació de Dommartin-Remiencourt és una estació ferroviària situada al municipi francès de Dommartin, a prop de Remiencourt (al departament del Somme).
És servida pels trens del TER Picardie.
| Provinença | Estació anterior | Línia        | Estació següent | Destinació |
| ---------- | ---------------- | ------------ | --------------- | ---------- |
| Amiens     | Boves            | TER Picardie | Ailly-sur-Noye  | Paris-Nord |